# Francis Hong Yong-ho
Francis Hong Yong-ho (홍용호 프란치스코 en coreano) (nacido el 12 de octubre de 1906 - desaparecido en 1949) fue el obispo de la Diócesis de Pionyang, Corea del Norte, entre 1944 y su desaparición en 1949. Según la Iglesia católica, Francis Hong Yong-ho fue encarcelado por el régimen comunista de Kim Il-sung en 1949 y más tarde desapareció. El cardenal Nicholas Cheong Jinsuk, arzobispo de Seúl, dijo en 2006:

No se sabe nada de los sacerdotes que sobrevivieron a la persecución de la década de 1940, en la que 166 sacerdotes y religiosos fueron asesinados o secuestrados. El Anuario Pontificio continúa refiriéndose como "desaparecido" al hombre que era el obispo de Pionyang en ese momento, monseñor Francis Hong Yong-ho, quien hoy tendría más cien años. Es un gesto de la Santa Sede para que señalar la tragedia que la Iglesia católica en Corea del Norte sufrió y continúa sufriendo.

El Anuario Pontificio de 2013 reconoce a Francis Hong Yong-ho como fallecido en ese año, aunque se desconoce la fecha exacta y el lugar de su muerte.

## Biografía
Nació en Pionyang el 12 de octubre de 1906, Francis Hong Yong-ho fue ordenado como sacerdote el 25 de mayo de 1933. Once años más tarde, fue nombrado vicario apostólico de Heijō y obispo titular de Auzia por el Papa Pío XII el 24 de marzo de 1944. Su ordenación tuvo lugar el 29 de junio de 1944, el consagrante principal fue el obispo Bonifatius Sauer, OSB, junto con los obispos Irenaeus Hayasaka y Paul Roh Ki-nam como co-consagrantes. Su título oficial cambió a vicario apostólico de Pionyang el 12 de julio de 1950. Cuando la Diócesis de Pionyang fue establecida por el Papa Juan XXIII el 10 de marzo de 1962, Francis Hong Yong-ho fue nombrado el primer obispo de la nueva diócesis.

## Desaparición
Tras décadas de ser inscrito como obispo de Pionyang en el Anuario Pontificio, con la especificación de que debía considerarse "desaparecido". La muerte de Hong Yong-ho fue finalmente reconocida por la Santa Sede en junio de 2013, aunque se desconoce la fecha y el lugar exactos del fallecimiento. Esta decisión está relacionada con el hecho de que la Conferencia episcopal de Corea solicitó ese mismo año a la Congregación para las Causas de los Santos el nihil obstat para abrir la causa de beatificación del obispo Hong.